# Bulbophyllum coloratum
Bulbophyllum coloratum är en orkidéart som beskrevs av Johannes Jacobus Smith. Bulbophyllum coloratum ingår i släktet Bulbophyllum och familjen orkidéer. Inga underarter finns listade i Catalogue of Life.